# Stegastes obreptus
Stegastes obreptus är en fiskart som först beskrevs av Whitley, 1948.  Stegastes obreptus ingår i släktet Stegastes och familjen Pomacentridae. Inga underarter finns listade i Catalogue of Life.